# Верхний Искуш
Верхний Искуш (баш. Үрге Исҡуш) — село в Белокатайском районе Республики Башкортостан Российской Федерации. Входит в состав Нижнеискушинского сельсовета.

## География

### Географическое положение
Расстояние до:
- районного центра (Новобелокатай): 28 км,
- центра сельсовета (Нижний Искуш): 3 км,
- ближайшей ж/д станции (Ункурда): 66 км.

## Население
| 2002 | 2009 | 2010 |
| ---- | ---- | ---- |
| 172  | ↘160 | ↘109 |

Согласно переписи 2002 года, преобладающие национальности — русские (69 %), башкиры (28 %).